# 108e division d'infanterie (Empire allemand)
La 108e division d'infanterie est une unité de l'armée allemande créée en 1915 qui participe à la Première Guerre mondiale sur le front de l'est jusqu'en décembre 1917. Transférée en France, elle occupe plusieurs secteurs calmes avant de subir de lourdes pertes lors de la bataille d'Amiens. Elle est ensuite dissoute en septembre 1918.

## Première Guerre mondiale

### Composition

#### 1915
- infanterie :

97e régiment d'infanterie
137e régiment d'infanterie (de)
265e régiment d'infanterie de réserve
- 243e régiment d'artillerie de campagne (7 batteries)

#### 1916
- infanterie :

97e régiment d'infanterie
137e régiment d'infanterie
265e régiment d'infanterie de réserve
14e bataillon de jägers
- 1 escadron du régiment de dragons de réserve
- 243e régiment d'artillerie de campagne (7 batteries)
- 1 compagnie de réserve de pionniers

#### 1917
- infanterie :

97e régiment d'infanterie
137e régiment d'infanterie
265e régiment d'infanterie de réserve
14e bataillon de jägers
- 6e escadron du 17e régiment de hussards
- commandement divisionnaire d'artillerie

243e régiment d'artillerie de campagne (9 batteries)
- 105e bataillon de pionniers

#### 1918
- infanterie :

97e régiment d'infanterie
137e régiment d'infanterie
265e régiment d'infanterie de réserve
- 6e escadron du 17e régiment de hussards
- commandement divisionnaire d'artillerie

243e régiment d'artillerie de campagne (9 batteries)
- 105e bataillon de pionniers

### Historique
La 108e division d'infanterie est composée du 137e régiment d'infanterie issu de la 31e division d'infanterie, du 97e régiment d'infanterie issu de la 42e division d'infanterie et du 265e régiment d'infanterie de réserve issu de la 80e division de réserve (en).

#### 1915
- 7 mai - 13 juillet : occupation d'un secteur le long de la Dubysa.

19 - 26 mai : combat autour de Rossienie.
27 - 29 mai : combat vers Girtakol.
4 - 7 juin : combat autour de Cytowiany.
8 - 9 juin : combat vers Ilgize
- 14 - 25 juillet : engagée dans la bataille de Schaulen.
- 30 juillet - 7 août : combat autour de Kupiškis.
- 8 août - 30 septembre : combat dans la région de la Swjenta et de la Jara.

9 - 30 septembre : combat vers Daugavpils pour la maitrise des ponts.
- 1er - 31 octobre : combats autour de Daugavpils, à l'ouest de la région des sept lacs.
- 1er novembre 1915 - 7 juin 1916 : organisation et occupation d'un secteur dans la région de Daugavpils.

#### 1916
- 7 juin - 15 juillet : retrait du front, renforcement du front en Volhynie pour lutter contre une offensive russe, les pertes de la division sont très lourdes ; combat le long des rivières Styr et Stochid.
- 15 juillet 1916 - 1er décembre 1917 : occupation et organisation d'un secteur du front le long des rivières Styr et Stochid.

#### 1917
- 1er - 18 décembre : retrait du front, concentration dans la région de Brest-Litovsk et transport par V.F. à partir du 12 décembre sur le front de l'ouest jusque dans la région de Hirson.
- 19 décembre 1917 - 22 janvier 1918 : repos et instruction dans la région d'Aubenton.

#### 1918
- 23 janvier - 28 avril : relève de la 5e division de réserve dans le secteur de Corbeny à proximité de Laon[1].
- 28 - 30 avril : relevée par la 103e division d'infanterie, retrait du front et repos[1].
- 30 avril - 9 juillet : relève de la 9e division de réserve bavaroise (en) et occupation d'un secteur du front dans la région de Villers-Bretonneux[1].

19 - 20 mai : extension du front au sud par la relève de la division de chasseurs à pied (de).
- 9 juillet - 7 août : relevée par la 41e division d'infanterie[1], retrait du front, repos dans la région de Cappy.
- 7 - 23 août : relève de la 43e division de réserve[1] à l'ouest de Bray-sur-Somme, engagée à partir du 8 août dans la bataille d'Amiens, la division déplore de lourdes pertes dont 1 576 hommes faits prisonniers[1].
- 24 août - 19 septembre : retrait du front, mouvement dans la région de Cambrai, la division est ensuite dissoute le 19 septembre. Le 137e régiment d'infanterie est transféré à la 15e division d'infanterie, le 97e régiment d'infanterie à la 202e division d'infanterie, le 265e régiment d'infanterie de réserve est quant à lui dissout[1].

## Chefs de corps
| Grade           | Nom                                   | Date                         |
| --------------- | ------------------------------------- | ---------------------------- |
| Generalmajor    | Max Karl Gottlob Beckmann             | 20 mars 1915 - 20 avril 1917 |
| Oberst          | Friedrich Gündell                     | 17 janvier - 11 mars 1918    |
| Generalleutnant | Friedrich Wilhelm Ferdinand von Campe | 11 mars - 19 septembre 1918  |